# نین ۱۰۱۷۵
سیارک ۱۰۱۷۵ (به انگلیسی: 10175 Aenona، نامگذاری:1996CR1) ده هزار و صد و هفتاد و پنجمین سیارک کشف شده‌است که در ۱۴ فوریه ۱۹۹۶ کشف شد.
قدر مطلق سیارک برابر ۱۸٫۶ است.